# Neustadt an der Donau
Neustadt an der Donau é uma cidade da Alemanha, localizado no distrito de Kelheim, no estado de Baviera.